# EuroBrun ER188
La EuroBrun ER188 è stata la prima vettura prodotta dal team EuroBrun Racing per partecipare al campionato mondiale di Formula 1 1988. Guidata da Oscar Larrauri e Stefano Modena fece il proprio debutto al Gran Premio del Brasile 1988.
Ispirata all'Alfa 184T e progettata da Mario Tollentino e Bruno Zava, aveva il suo principale limite nell'aerodinamica poco efficace. I due piloti, infatti, non riuscirono mai a terminare a punti, mancando per dodici volte la qualificazione, ed ottenendo un undicesimo posto come miglior risultato per mano di Stefano Modena. Questa serie di prestazioni deludenti indusse, a fine stagione, Pavanello a ritirare il suo appoggio finanziario, tanto che per l'anno seguente la scuderia italiana schierò solamente una vettura.

## Sviluppo

### Telaio
Pavanello, che a metà degli anni ottanta aveva gestito il team dell'Alfa Romeo in Formula 1, era ancora in possesso dei telai utilizzati per le 183T, 184T e 185T, visto che la sua azienda era stata incaricata di produrli. Il progettista Mario Tollentino, che già aveva collaborato alla loro creazione, decise di ispirarsi a questi per costruire il telaio della ER188. La vettura che ne uscì risultò quindi molto simile all'Alfa 184T, come riconosciuto dagli stessi progettisti e dal pilota statunitense Eddie Cheever.

### Risultati
| Anno | Team     | Motore                   | Gomme | Piloti         |     |    |     |    |     |     |     |    |     |    |     |     |     |    |    |     | Punti | Pos. |
| ---- | -------- | ------------------------ | ----- | -------------- | --- | -- | --- | -- | --- | --- | --- | -- | --- | -- | --- | --- | --- | -- | -- | --- | ----- | ---- |
| 1988 | EuroBrun | Ford-Cosworth DFZ 3.5 V8 | G     | Oscar Larrauri | Rit | NQ | Rit | 13 | Rit | Rit | Rit | NQ | 16  | NQ | NPQ | NPQ | NPQ | NQ | NQ | Rit | 0     |      |
| 1988 | EuroBrun | Ford-Cosworth DFZ 3.5 V8 | G     | Stefano Modena | Rit | NC | SQ  | SQ | 12  | Rit | 14  | 12 | Rit | 11 | NQ  | NQ  | NQ  | 13 | NQ | Rit | 0     |      |

| Anno | Team     | Motore         | Gomme | Piloti        |     |     |     |     |     |     |     |     |  |  |     |  |  |  |  |  | Punti | Pos. |
| ---- | -------- | -------------- | ----- | ------------- | --- | --- | --- | --- | --- | --- | --- | --- |  |  | --- |  |  |  |  |  | ----- | ---- |
| 1989 | EuroBrun | Judd CV 3.5 V8 | P     | Gregor Foitek | NPQ | NPQ | NPQ | NPQ | NPQ | NPQ | NPQ | NPQ |  |  | NPQ |  |  |  |  |  | 0     | 0º   |